# Мостовка (приток Вилюя)
Мостовка — река в России, протекает в Горноуральском городском округе Свердловской области. Впадает слева в реку Вилюй в 4,2 км от её устья. Длина Мостовки составляет 13 км.
Населённых пунктов по берегам реки нет.
Система водного объекта: Вилюй → Нейва → Ница → Тура → Тобол → Иртыш → Обь → Карское море.

## Данные водного реестра
По данным государственного водного реестра России относится к Иртышскому бассейновому округу, водохозяйственный участок реки — Реж (без реки Аять от истока до Аятского гидроузла) и Нейва (от Невьянского гидроузла) до их слияния, речной подбассейн реки — Тобол. Речной бассейн реки — Иртыш.
По данным геоинформационной системы водохозяйственного районирования территории РФ, подготовленной Федеральным агентством водных ресурсов:
- Код водного объекта в государственном водном реестре — 14010501812111200006426
- Код по гидрологической изученности (ГИ) — 111200642
- Код бассейна — 14.01.05.018
- Номер тома по ГИ — 11
- Выпуск по ГИ — 2[4]